# Adrian Gurzău
Adrian Gurzău (n. 20 aprilie 1977, Cluj-Napoca, România) este un politician român, deputat de Cluj din partea PDL.
După absolvirea Grupului Școlar „Anghel Saligny”, a urmat studii universitare la Facultatea de Teologie Ortodoxă din cadrul Universității Babeș-Bolyai din Cluj.
La 1 septembrie 2004, după alegerea lui Emil Boc în funcția de primar și demisia sa din parlament, a obținut locul de deputat al acestuia.
În legislatura 2008-2012, Adrian Gurzău a fost ales deputat pe listele PDL și a fost membru în grupurile parlamentare de prietenie cu Republica Armenia, Japonia, Republica Slovacă, Republica Kazahstan și Republica Coreea. În perioada 2005-2008 fost consilier local la Cluj-Napoca. În cadrul consiliului a ocupat funcția de secretar al Comisiei pentru Buget-Finanțe, Ordine Publică și Protecție Civilă. Adrian Gurzău a fost membru al Comisiei pentru învățământ, cultură, culte, drepturile omului, minorități și societate civilă și membru al Comisiei de Urbanism, amenajarea teritoriului și protecția mediului.
În anul 2008 a fost ales din nou deputat PDL în colegiul nr. 4 al județului Cluj, colegiu aflat în orașul Cluj-Napoca, în legislatura 2008-2012.În legislatura 2012-2016, Adrian Gurzău a fost președintele grupului parlamentar de prietenie cu Republica Venezuela și membru al grupului parlamentar de prietenie cu Republica Coreea. 
Din 2008 ocupă funcția de vicepreședinte al Comisiei pentru Cercetarea Abuzurilor, Corupției și pentru Petiții, al Camerei Deputaților și este membru în Comisia Juridică, de Disciplină și Imunități a Camerei.

## Controverse
În anul 2010 a fost implicat în scandalul „Sexgate de Cluj”.
La data de 27 septembrie 2016 Direcția Națională Anticorupție trimite cerere către Camera Deputaților a României de încuviințare a reținerii și a arestării preventive a deputatului Adrian Gurzău. Acesta este acuzat de trafic de influență. 
La data de 6 februarie 2017 DNA a ajuns la un acord de recunoaștere a vinei cu Adrian Gurzău. Acesta primește 2 ani și 8 luni cu suspendarea execuției sub supraveghere 3 ani și interzicerea prezenței în vreo funcției publică pe 2 ani. El ar trebui să execute și 60 de zile de muncă în folosul comunității.